# リジー・ボーデン (バンド)
リジー・ボーデン（Lizzy Borden）は、アメリカ合衆国出身のヘヴィメタル・バンド。
1980年代のLAメタル・ムーブメント期に誕生したグループの一つで、同名のボーカリスト リジー・ボーデンがフロントを務める。ホラー要素を多分に含んだヴィジュアル系の「ショック・ロック」を特色としている。

## 来歴

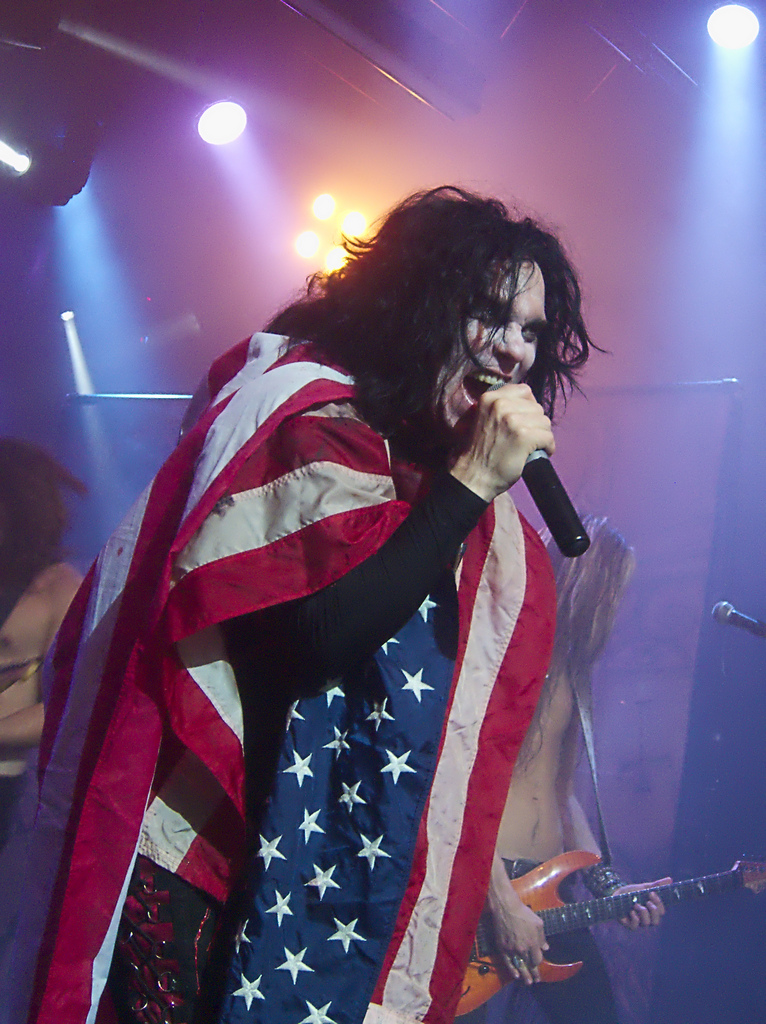
主宰リジー・ボーデン (2011年)

リジー・ボーデンは、アリス・クーパーやキッスなどによって始まったショック・ロックというスタイルをとっている。バンドの名は、19世紀末に殺人容疑で告発され、無罪放免となった悪名高い女性リジー・ボーデン（Lizzie Borden）から名付けられた（ただし、「リジー」の綴りは語尾が変えられている）。
このバンドは、1980年代半ばのロサンゼルスにおけるグラム・メタル・シーンに位置づけられるが、音楽的には、アリス・クーパー、ブラック・サバス、アイアン・メイデン、ジューダス・プリースト、キッスといったバンドから影響を受けていた。歌詞の主題もこのスタイルに典型的なものであり、特に初期のレコーディングではその傾向が強い。
このバンドは、ロキュメンタリー作品『ザ・メタルイヤーズ (The Decline of Western Civilization Part II: The Metal Years)』でも大きく扱われた。一時、ギタリストとして在籍したジョー・ホームズ (Joe Holmes) は、後にデイヴィッド・リー・ロスやオジー・オズボーンのバンドに参加し、ベーシストであったマイケル・デイヴィス (Michael Davis) は2003年にハルフォード (Halford) に参加し、現在のベーシストであるスウェーデン生まれのモルテン・アンデルソン (Mårten Andersson) は、リンチ・モブ（Lynch Mob）やレガシー（Legacy）のツアーやレコーディングに参加した経験がある。
2004年5月17日、ギタリストのアレックス・ネルソン（Alex Nelson） が自動車の正面衝突事故で事故死し、リジー・ボーデンはその後間もなく解散した。
2006年、リジー・ボーデンは、新たなギタリストにアイラ・ブラック (Ira Black) を迎えて再結成し、2007年11月1日にアルバム『死との約束 (Appointment with Death)』を世界各国でリリースした。このアルバムには、ジョージ・リンチ（ドッケン、リンチ・モブ）、デイヴ・メニケッティ (Dave Meniketti)（Y&T）、コリィ・ビューリュー (Corey Beaulieu)（トリヴィアム）らがゲストとして参加していた。このアルバムから最初に発表されたビデオ「明日なき道 (Tomorrow Never Comes)」は、『MTV Headbangers Ball』が選んだ2008年のトップ25メタル・ビデオのひとつに選ばれた。これに続いたビデオ「アンダー・ユア・スキン (Under Your Skin)」は同年4月に初公開された。
2008年はじめ、バンドは、スウェーデンで開催されるスウェーデン・ロック・フェスティバル (Sweden Rock Festival) や、スペインのコベタソニック・フェスティバル (Kobetasonik festival)、ドイツのバング・ユア・ヘッド (Bang Your Head) など、各地のフェスティバルへの参加を公表した。2008年11月には、リジー・ボーデンはフィンランドの（化け物の仮面を付けて演奏する）モンスター・ロッカーたちのグループであるローディとともに、アメリカ合衆国をツアーした。バンドは、ヨーロッパでもヘッドライナーを務めるツアーを行い、11か国で演奏した。2009年にドイツ南部ラウダ＝ケーニヒスホーフェンのタウバーフランケンハーレ (Tauberfrankenhalle) で2日間にわたって開催されたキープ・イット・トゥルー XII (Keep It True XII) では、初日のヘッドライナーを務めた。北米では、 ロックラホマ (Rocklahoma) や、（実際には開催されなかった）ロック・ゴーン・ワイルド (Rock Gone Wild) の出演者にも名を連ねた。
2009年1月24日、元メンバーでギタリストだったコーリー・ジェイムズ (Corey James) が自動車事故で亡くなった。
2010年、リジー・ボーデンは、北米とヨーロッパをツアーし、ヴァッケン・オープン・エア（ドイツ）、アルカトラス・メタル・フェスティバル (Alcatraz Metal Festival)（ベルギー）、フェスティバル・レイエンダス・デル・ロック (Festival Leyendas del Rock)（スペイン：キャンセルされた）、エルスロック・フェスティバル (Elsrock Festival)（オランダ）を回った。
2011年、リジー・ボーデンは、「Summer of Blood」ツアーで北米を回り、続いてそのヨーロッパ版である「Death Takes a Holiday Tour」を行なった。この年のフェスティバルへの参加は、ヘヴン・アンド・ヘル・メタル・フェスト (Heaven and Hell Metal Fest)（メキシコ）、クリスマス・メタル・フェスティバル (Christmas Metal Festival)（不詳）、ハード・ロック・ヘル (Hard Rock Hell)（ウェールズ）などがあった。
2011年12月17日、結成時からのバンドのドラマーであるジョーイ・スコット (Joey Scott) が、ドイツ人のツアー・マネージャーでダンサーでもあるステファニ (Steffi) と、ネバダ州ラスベガスで結婚式を挙げた。
2012年、リジー・ボーデンは、メキシコやヨーロッパで、様々な野外へスティバルに参加した。その中には、フランス西部クリッソン (Clisson：en) で開催されたヘルフェスト (Hellfest：en) や、イタリアのミラノ近郊で開催されるゴッズ・オブ・メタル (Gods of Metal：en) も含まれていた。この2つのフェスティバルには、オジー・オズボーン、モトリー・クルー、ガンズ・アンド・ローゼズなど多数のバンドが出演していた。バンドは7月にもヨーロッパへ戻り、オランダのズワルテ・クロス (Zwarte Cross：en)、ドイツのヘッドバンガーズ・オープン・エア (Headbangers Open Air)、さらにブルガリアのカヴァルナ・ロック・フェスト (Каварна Рок Фест：Kavarna Rock Fest) にも初出演した。
2013年、リジー・ボーデンは、（クルーズ船を会場にして行なわれるヘヴィメタル・フェス）70000トンズ・オブ・メタル (70000 Tons of Metal) のために新たに構成された「30 years of American metal」のツアーを開始し、一連のアメリカ合衆国でのショーと、スウェーデンのスコーグスレージェット（Skogsröjet）などヨーロッパでのフェスティバルへの参加を行なった。
2018年、11年ぶりのアルバム『マイ・ミッドナイト・シングス』を発表。

## メンバー

### 現ラインナップ
- リジー・ボーデン (Lizzy Borden) – リード・ボーカル (1983年– )
- ジョーイ・スコット (Joey Scott) – ドラムス (1983年– )
- モルテン・アンデルソン (Mårten Andersson) – ベース (1992年–1996年、1999年– )
- アイラ・ブラック (Ira Black) – ギター (2006年–2008年、2014年– )

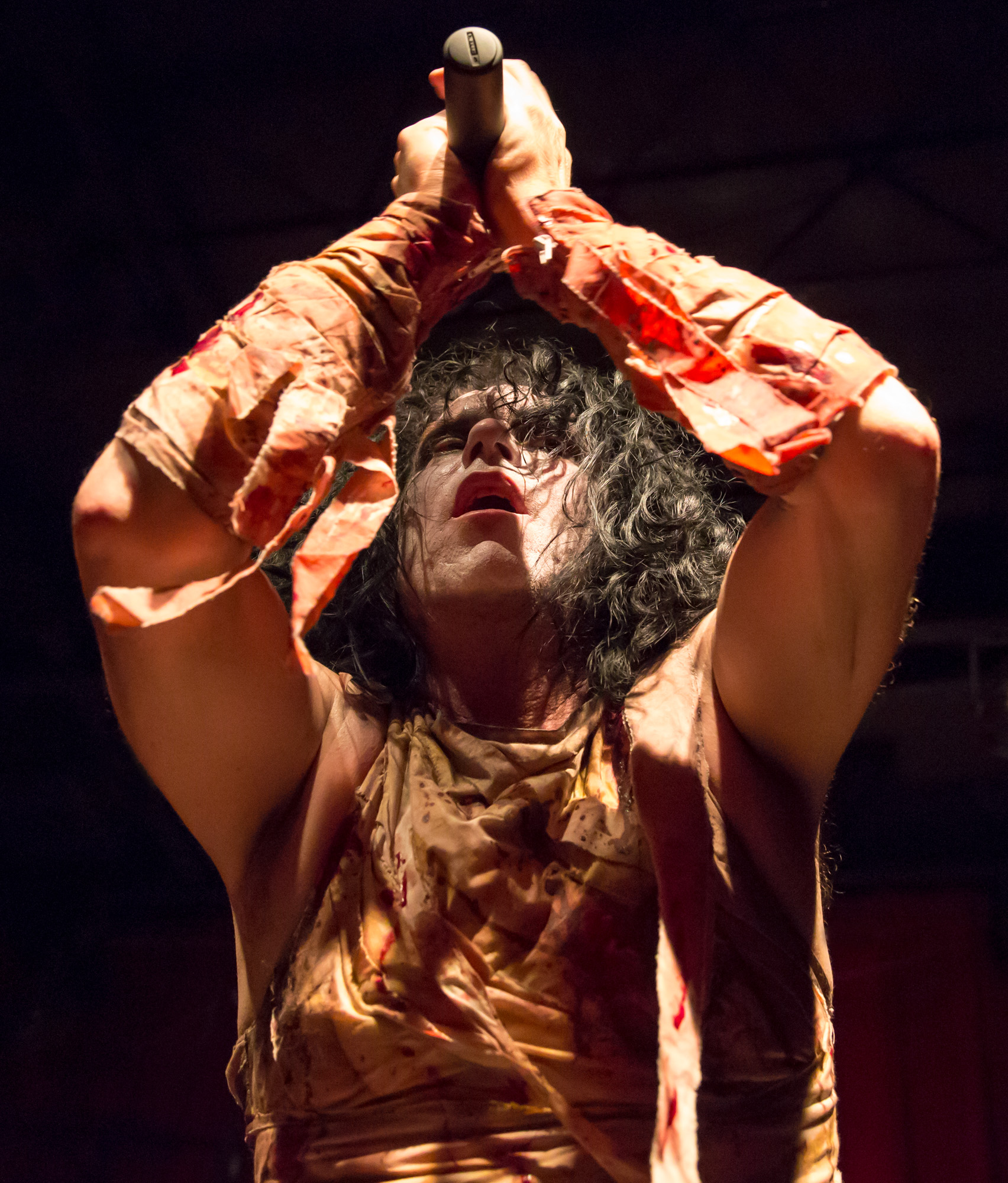
リジー・ボーデン(Vo) 2014年
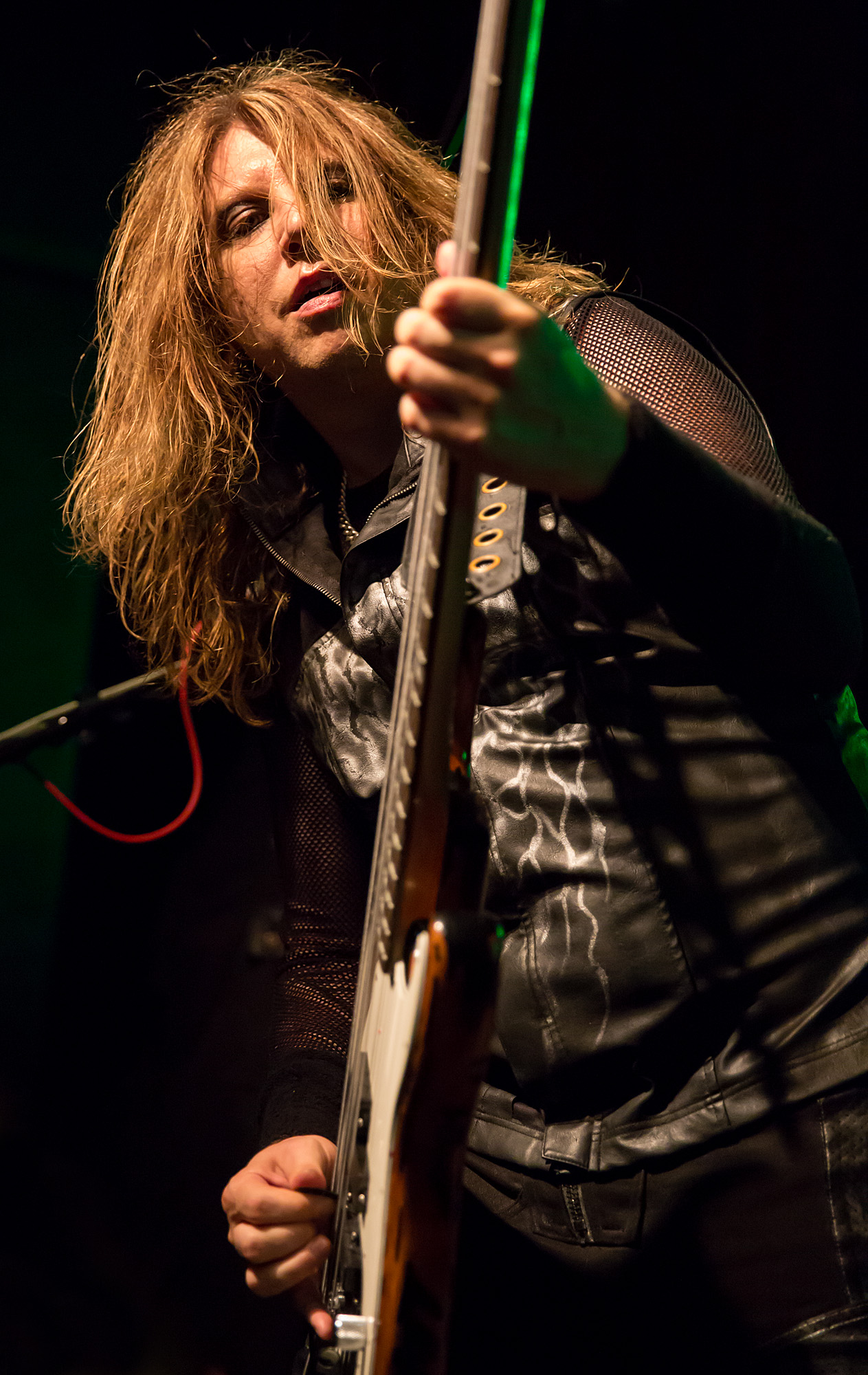
モルテン・アンデルソン(B) 2014年
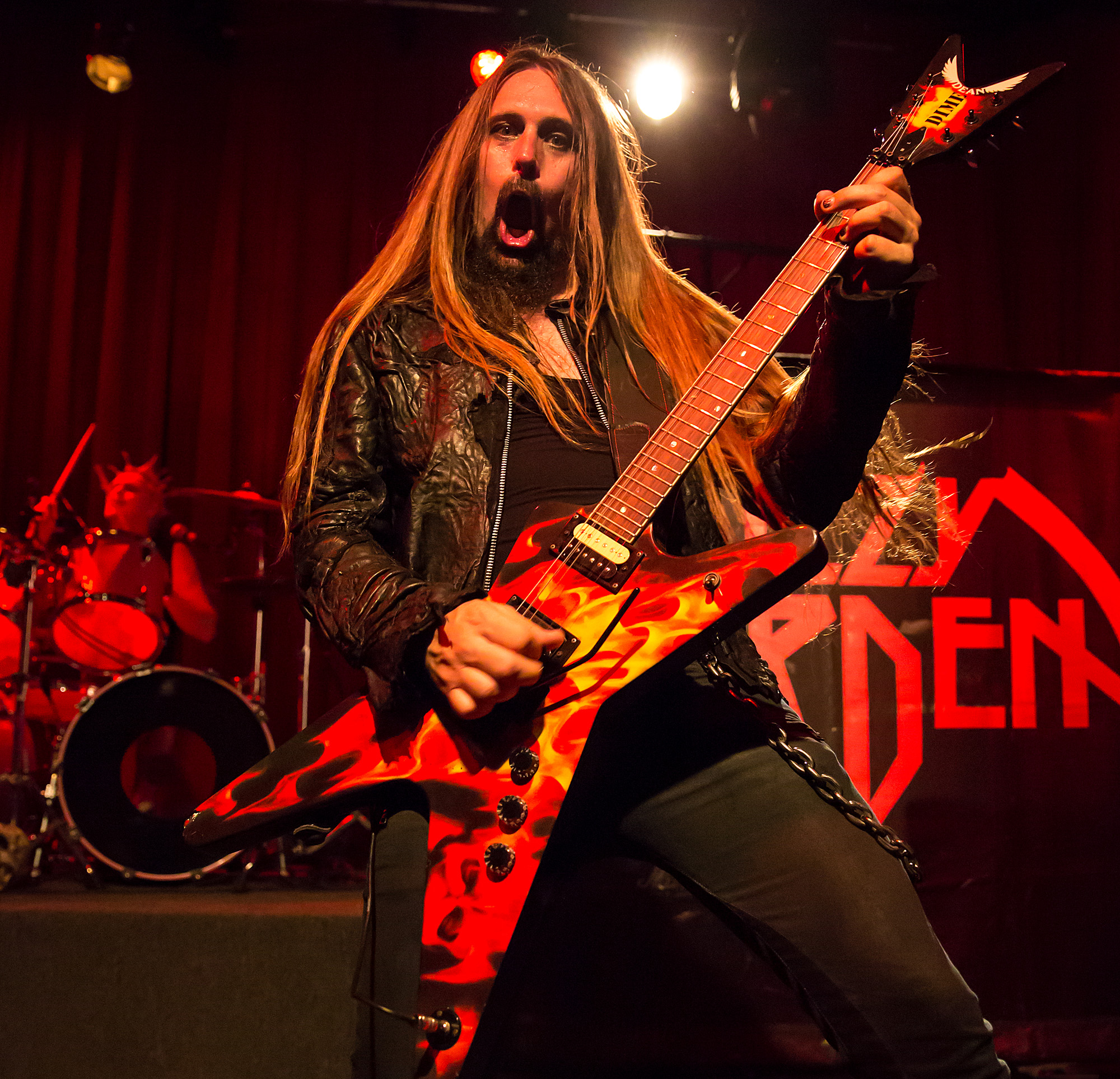
アイラ・ブラック(G) 2014年

### 旧メンバー
- ジーン・アレン (Gene Allen) – ギター (1983年–1988年)
- トニー・マトゥザック (Tony Matuzak) – ギター (1983年–1985年)
- スティーヴ・ホックヘイザー (Steve Hochheiser) – ベース (1983年)
- マイケル・デイヴィス (Michael Davis) – ベース (1983年–1988年)
- アレックス・ネルソン (Alex Nelson) – ギター (1985年–1987年、1999年–2004年) ※2004年死去
- ジョー・ホームズ (Joe Holmes) – ギター (1987年–1988年)
- ブライアン・ペリー (Brian Perry) – ベース (1989年–1992年)
- デイヴィッド・マイケル・フィリップス (David Michael Philips) – ギター (1989年–1996年)
- コーリー・ジェイムズ・デュアム (Corey James Daum) – ギター (1989年–1996年) ※2009年死去
- ロニー・ジュード (Ronnie Jude) – ギター (1989年)
- クリス・サンダース (Chris Sanders) – ギター (2009年)
- ダリオ・ロリーナ (Dario Lorina) – ギター (2010年–2014年)
- A・C・アレキサンダー (AC Alexander) – ギター (2010年–2014年)

## ディスコグラフィ

### スタジオ・アルバム
- 『ラヴ・ユー・トゥ・ピーセズ』 - Love You to Pieces (1985年)
- 『メナス・トゥ・ソサイアティ』 - Menace to Society (1986年)
- 『ヴィジュアル・ライズ』 - Visual Lies (1987年)
- 『マスター・オブ・ディスガイス』 - Master of Disguise (1989年)
- 『ディール・ウィズ・ザ・デヴィル』 - Deal with the Devil (2000年)
- 『死との約束』 - Appointment with Death (2007年)
- 『マイ・ミッドナイト・シングス』 - My Midnight Things (2018年)

### スターウッド (Starwood) 名義
- 『イフ・イット・エイント・ブローク、ブレイク・イット!』 - If It Ain't Broke, Break It! (2004年)

### EP
- 『ギヴ・エム・ジ・アックス』 - Give 'Em the Axe (1984年)
- 『テラー・ライジング』 - Terror Rising (1987年)

### ライブ・アルバム
- 『マーダラス・メタル・ロード・ショウ～ライヴ』 - The Murderess Metal Road Show (1986年)

### コンピレーション・アルバム
- 『ベスト・オブ・リジィ・ボーデン』 - Best of Lizzy Borden (1994年)

### デモ音源
- Demo '83 (1983年)

### シングル
- "Ultra Violence" (1986年)
- "Me Against the World / Den of Thieves" (1987年)